# Медаль «Учч Тунгта»
Медаль «Учч Тунгата» (хинди उच्च तुंगता पदक, англ. High Altitude Medal) — военная государственная награда Индии, учреждённая для поощрения военнослужащих, проходящих службу в высокогорных районах вдоль северных границ страны.

## История учреждения
Эта медаль была учреждена указом Президента Индии Заилом Сингхом № 72-Pres/86 от 12 сентября 1986 года, вступившим в силу с 1 апреля 1984 года, для награждения военнослужащих, проходивших службу в экстремальных условиях на больших высотах в Гималаях, на границе Индии.
Медаль заменила собой планку «Гималаи».

## Критерии награждения
Награда вручается:
- Военнослужащие, направленные на оборону границ и прослужившие не менее 180 дней в составе действующих частей в высокогорных районах (где положена надбавка за службу в таких условиях[2], от 9000 футов/2743 м над уровнем моря). Срок учитывается с 1 апреля 1984 года.
- Лётный состав и персонал катапультных команд авиаподразделений, выполнившие 10 и более боевых вылетов или 40+ часов налёта в рамках транспортного обеспечения (также с 1 апреля 1984 года).
- Погибшие или раненые, эвакуированные досрочно из-за полученных травм.

Награждение происходит независимо от срока службы и вступает в силу с даты приказа.
Право на награду имеют офицеры, младшие офицеры, другие военнослужащие и некомбатанты (зачисленные в регулярную армию), включающей вспомогательные и резервные силы или любые другие законно созданные силовые структуры. Офицеры-медсёстры и другие члены сестринских служб в вооружённых силах.

## Описание награды

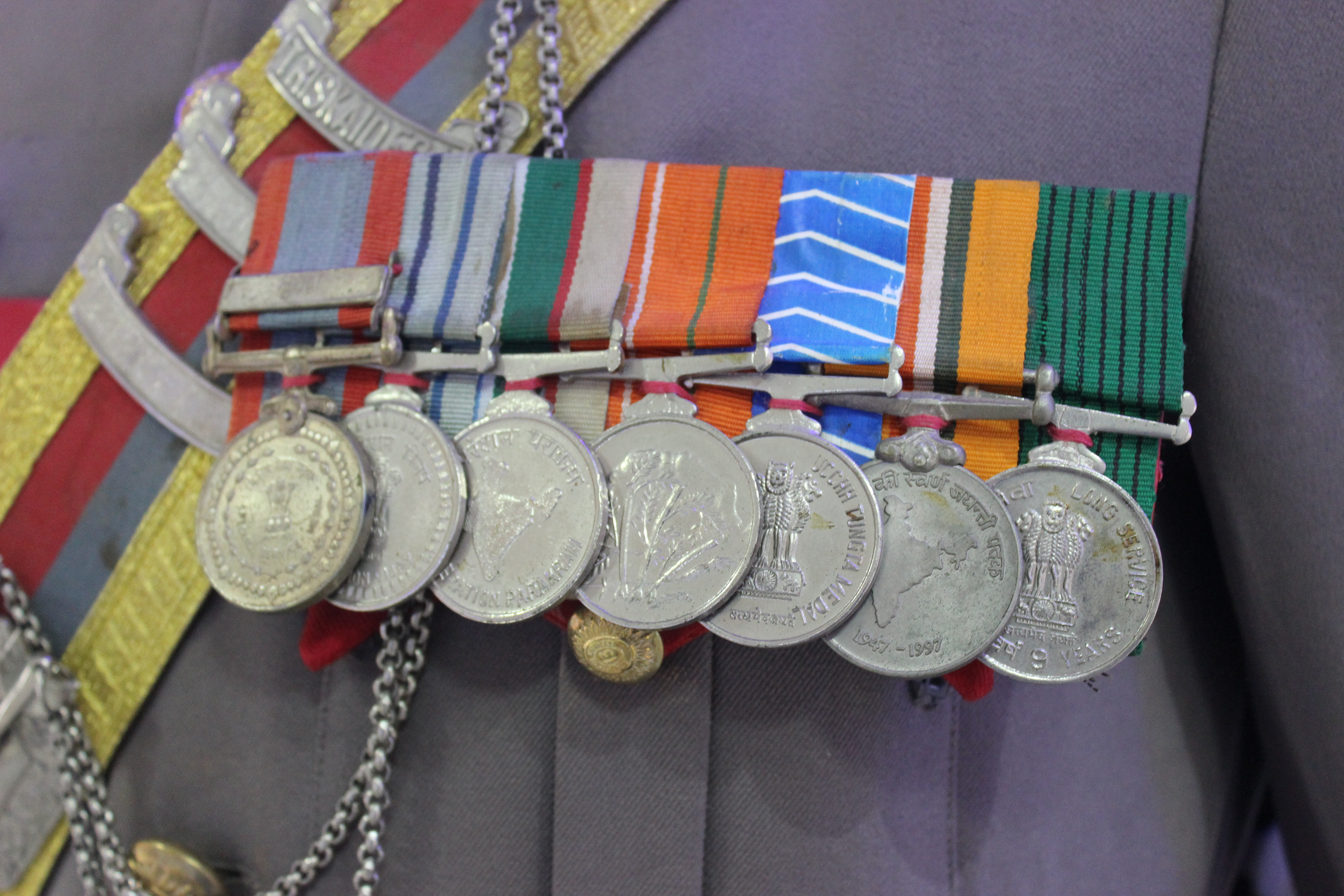
Медаль «Учч Тунгта» среди других наград

Круглая медаль, диаметром 35 мм, изготавливается из медно-никелевого сплава. На аверсе изображены львы Ашоки (Государственный герб Индии) с девизом хинди सत्यमेव जयते (Только истина торжествует). Надписи англ. «Ucchh Tungta Medal» и хинди «उच्च तुंगता मेडल» окружают герб. На реверсе размещено стилизованное изображение Гималайских гор.
Медаль с помощью неподвижной планки крепится к шёлковой ленте шириной 32 мм. Лента имеет лазурно-голубой фон, на котором расположены белые диагональные полосы в форме перевернутой буквы V. Ширина каждой полосы — 2 мм, а расстояние между двумя соседними полосами — 5 мм.

## Особенности производства
Для полицейских подразделений медаль часто изготавливается местными производителями, что приводит к вариациям в качестве и деталях дизайна. Официальные армейские экземпляры производятся централизованно.